# Déu de la guerra

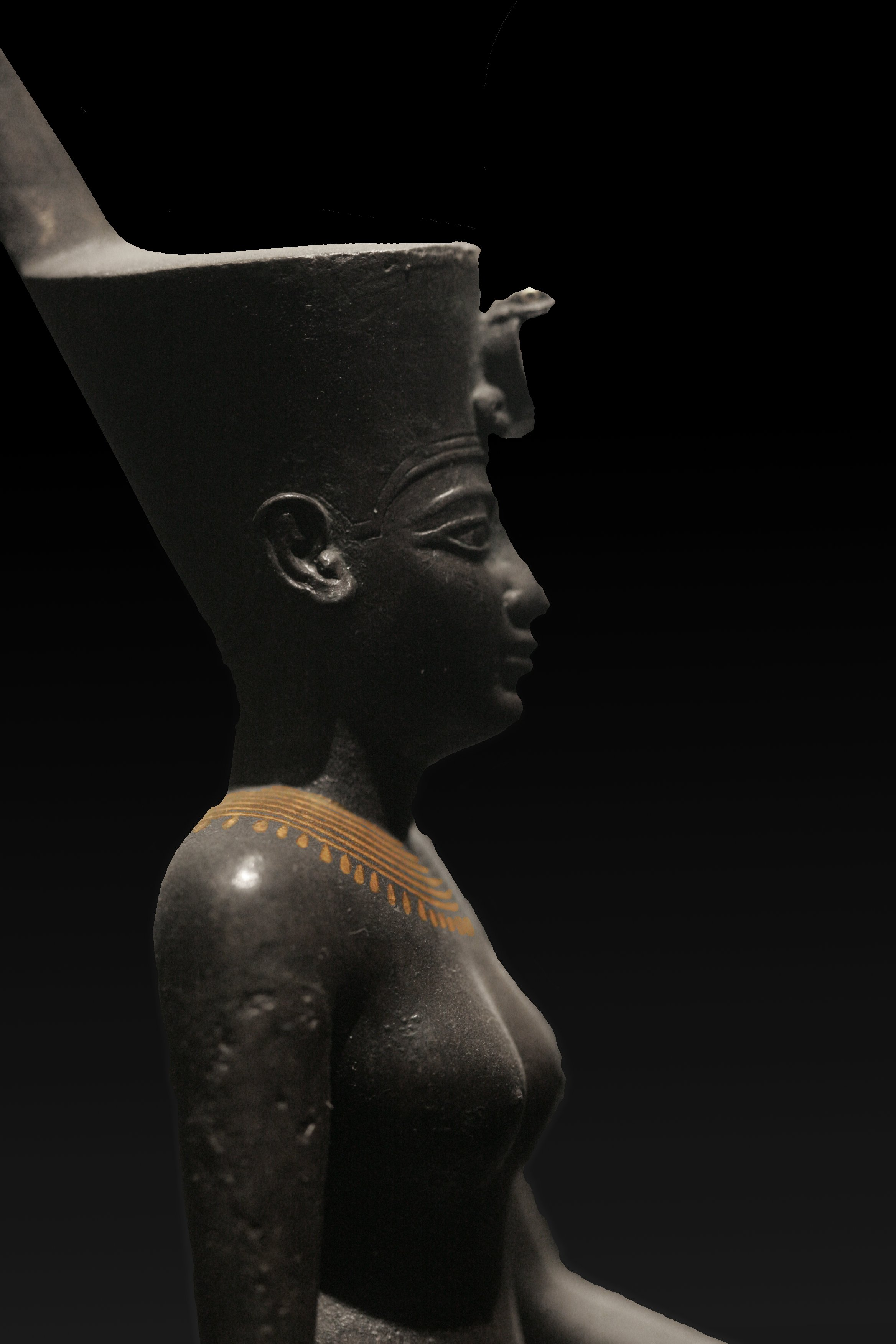
Una estàtua de Neith, la deessa de la guerra de l'antic Egipte. A la corona porta la cobra de Wadjet.

El déu (o deessa) de la guerra és el nom genèric de la divinitat que regeix la guerra, la violència o l'oposició entre contraris. Moltes mitologies tenen figures que presideixen la lluita i la conquesta, que pot tindre per una banda un matís negatiu i per l'altra la celebració de la força del propi poble i l'expansió d'aquest a través de la guerra.

## Llista dels déus i deesses de la guerra

### Àfrica

#### Amazic
- Gurzil, divinitat guerrera amb cap de brau

#### Cartago
- Tanit, deessa de la guerra i la fertilitat

#### Egipte
- Anat (deessa), deessa de la fertilitat, la sexualitat, l'amor i la guerra. Germana de Baal.
- Anhur o Onuris, déu estranger de la guerra.
- Apedemak, déu lleó de la guerra, a vegades se'l representa amb tres caps.
- Bastet, deessa amb cap de gat associada a la guerra, a la protecció del Baix Egipte i el faraó, als perfums, el sol, els ungüents i la momificació.
- Horus, déu amb cap de falcó associat al rei, el cel, la guerra i la protecció.
- Maahes, déu lleó de la guerra possiblement d'origen estranger.
- Menhit, deessa de la guerra.

#### Etiòpia
- Maher (déu), déu de la guerra venerat al Regne d'Axum i al regne dels Himiarites.

#### Ioruba
- Ogun, orixà primordial i protector dels guerrers, els ferrers, els caçadors, els conductors i els tecnòlegs.

#### Núbia
- Apedemak, déu guerrer amb cap de lleó.

### Europa

#### Balcànics
- Sabazi, déu frigi representat a cavall i lluitant contra una serp.

#### Bàltics
- Kara Māte, deessa letona de la guerra.
- Kauriraris, déu lituà de la guerra i dels cavallers.
- Junda, deessa lituana de la guerra

#### Celtes
- *Agronā, deessa associada a la guerra reconstruida a partir del nom protocelta per al riu Aeron a Gal·les.
- Alaisiagae, parella de deesses adorades a la Gran Bretanya romana, amb títols paral·lels entre els celtes i els germànics.
- Andarta, deessa associada amb la victòria, la superació dels enemics i la guerra.
- Andraste, deessa de la guerra invocada per Boudica.
- Anu o Ana, deessa irlandesa de la guerra, la mort, la predicció de la mort en batalla, el bestiar, la prosperitat i la fertilitat
- Atepomarus, déu gal dels cavalls, dels genets i de la curació.
- Badb, deessa irlandesa de la guerra que podia prendre la forma d'un corb.
- Bandua, déu galàic de la guerra.
- Belatucadros, déu de la guerra adorat pels soldats del nord de la Gran Bretanya romana.
- Camulos, déu de la guerra del Remi belgues i dels Trinovantes britànics.
- Catubondua, suposada deessa galesa associada amb la victòria.
- Caturix, déu de la guerra dels helvecis.
- Cicolluis, déu gal i irlandès associat a la guerra.
- Cocidius, déu adorat pels soldats romans de rang inferior, així com pels britànics per als quals probablement era un déu tribal.
- Macha (deessa), deessa irlandesa associada a la guerra, els cavalls i la sobirania.
- Mart Cnabetius, déu de la guerra gaèlic.
- Morrígan, deessa irlandesa triple associada amb la sobirania, la profecia, la guerra i la mort al camp de batalla.
- Neit, déu irlandés de la guerra i espòs de Nemain.
- Nemain, deessa irlandesa dels estralls frenètics de la guerra.
- Rudianos, déu gal de la guerra.
- Segomo, déu gal de la guerra.
- Teutates, déu gal i britànic de la guerra.

#### Eslaus
- Jarovit, déu de la vegetació, la fertilitat i la primavera també associat amb la collita i la guerra.
- Perun, déu del tro i dels llamps, associat a la guerra.
- Svantovit, déu de la guerra, la fertilitat i l'abundància
- Zorya Utrenniaia, deessa de l'estrella del matí, de vegades representada com una deessa guerrera que protegeix els homes a la batalla.

#### Etruscos
- Laran (mitologia), déu de la guerra.
- Menrva, deessa de la guerra, l'art, la saviesa i la medicina.

#### Germànics
- Baduhenna, deessa frisona de la guerra.
- Sandraudiga, deessa germànica el nom del qual pot significar "ella que tenyeix la sorra de vermell".
- Týr, déu germànic de la guerra, els duels, la llei i la justícia que després va perdre gran part de la seva importància religiosa i el seu paper mític davant el déu Wōden.
- Wōden, déu associat amb la saviesa, la poesia, la guerra, la victòria i la mort.

#### Grècia
- Alala, deessa menor i personificació del crit de guerra.
- Alke, esperit del valor en batalla.
- Amfilògies, deesses de les disputes.
- Androktasiai, esperits de la matança del camp de batalla.
- Ares, déu de la guerra salvatge i del valor.
- Atena, deessa de l'estratègia, la saviesa i l'artesania.
- Afrodita Areia, epítet de culte a la deessa de la guerra i la bellesa adorada a Citera i Esparta.
- Bia (filla d'Estix), personificació de la violència.
- Càstor i Pòl·lux, déus de la guerra, navegants i part de la constel·lació de Bessons.
- Dimos, personificació del terror.
- Enialios, déu de la guerra; en algunes èpoques aparentment és un epítet d'Ares.
- Enio, deessa coneguda amb l'epítet de «destructora de ciutats».
- Eris (filla de Nix), deessa de la discòrdia i les baralles.
- Fobos, personificació del pànic i auriga del déu de la guerra Ares.
- Hera, deessa del matrimoni que a la Ilíada té un caràcter marcial i lluita contra Àrtemis; tanmateix, aquest aspecte bèl·lic no apareix en cap altre lloc del corpus supervivent, cosa que suggereix que es va abandonar en etapes primerenques del seu culte.
- Hismines, esperits femenins de la lluita i el combat.
- Ioque, personificació femenina de l'envestida, el tumult de la batalla i la persecució.
- Cers (mitologia), esperits femenins de mort violenta o cruel, inclosa la mort en batalla, per accident, assassinat o malaltia devastadora.
- Cratos, personificació de la força i el poder.
- Cídem, personificació del tumult, la confusió, la cridòria i l'estrèpit a les batalles.
- Macas, esperits masculins del combat i la batalla.
- Nice (filla d'Estix), personificació de la victòria.
- Paliòxis, personificació de la retirada o la fugida a les batalles.
- Perses (mitologia), tità de la destrucció.
- Fonos, personificació dels assassinats i les matances.
- Zeus Stratios, epítet del déu Zeus que vol dir «el de les armes» i fa referència al seu caràcter bèl·lic.

#### Hongria
- Hadur, déu de la guerra i l'orfebre de la resta de divinitats.

#### Lusitans
- Neto, déu associat amb la guerra, la mort i les armes.

#### Nòrdics
- Dís, grup de deesses menors que de vegades estan relacionades amb la màgia de la batalla i el destí.
- Freia, deessa associada amb l'amor, la bellesa, la fertilitat, l'or, el seiðr (màgia), la guerra i la mort.
- Odin (déu), déu associat amb la saviesa, la guerra, la batalla i la mort.
- Týr, déu associat amb la llei, la justícia, la victòria i la glòria heroica.
- Ull (déu), déu associat amb el tir amb arc, l'esquí, els arcs, la caça, el combat singular i la glòria.
- Valquíria, escollidores dels guerrers morts en batalla, connetades amb Odin.

#### Romans
- Bel·lona, deessa de la guerra.
- Honor (mitologia), personificació de l'honor.
- Juno, té un caràcter marcial consistent com a deessa patrona de Roma i mare de Mart i Bellona.
- Mart, déu de la guerra i de l'agricultura, equivalent a Ares pel que fa a ser déus de la guerra.
- Nerio, deessa esposa del déu Mart i personificació del valor. Sovint els romans dedicaven el botí saquejat als enemics.
- Victòria, personificació de la victòria, equivalent a la deessa grega Niké.
- Virtus, deïtat de la valentia i la fortalesa militar, la personificació de la virtus romana (virtut, valor).

### Àsia

#### Fenicis
- Astarte, deessa de la guerra i la fertilitat.

#### Hindús
- Indra, déu de la guerra i del clima.

#### Japó
- Futsunushi, déu de les espases, les arts marcials i la conquesta.
- Hachiman, déu xinto de la guerra i protector del poble japonès, adorat pels samurai.
- Sarutahiko Ōkami, déu xinto de la guerra i del misogi (ritual de purificació).
- Takemikazuchi, déu de la guerra, la conquesta, les arts marcials, el sumo, les espases i els llamps.
- Takeminakata, déu del valor i del deure, protector de la religió japonesa.
- Vaisravana, déu de la guerra que protegeix els temples budistes.

#### Mongòlia
- Begtse, originalment déu de la guerra, més tard va ser adoptat al budisme tibetà.
- Dayisun Tngri. és un déu de la guerra en honor del qual se sacrificaven els enemics capturats.

#### Turquia
- Kyzaghan, déu de la guerra.

#### Xina
- Chi You, déu guerrer, i creador de les armes de metall.
- Di Qing, estrella de la Fortuna Militar i déu del valor.
- Erlang Shen, déu guerrer amb tres ulls que controlava les crescudes dels rius.
- Jiutian Xuannu, deessa de la guerra, el sexe i la longevitat,
- Li Jing, protector del Palau Celestial.

### Oceania

#### Hawaii
- Ku, déu de la guerra, els marits, la pesca, el bosc, la pluja i la màgia.
- Pele, deessa dels volcans, el foc, el llamp, la dansa i la violència.

#### Maoris
- Maru, déu de la guerra i de l'aigua.

#### Polinèsia
- Oro, déu de la guerra de Tahiti.

### Amèrica

#### Asteques
- Huitzilopochtli, déu de la voluntat, l'autoritat, la guerra, el conflicte, la llum, la victòria, els fets heroics i el sol. Patró del sud polar, sovint obliga a Tlàloc a provocar la pluja.
- Mixcóatl, déu de les tempestes, la cacera, la batalla i les estrelles.
- Tlàloc, déu del tron, la pluja, la fertilitat, el sacrifici infantil, la sequera i les tempestes a vegades associat al sud.
- Xipe-Totec, déu de la guerra, l'agricultura, la vegetació, la creació, la fertilitat. Patró de les malalties, del desenvolupament pubescent, del renaixement, de la caça, dels oficis, dels sacrificis humans, de la primavera i de l'Est cardinal.

#### Grans Planes
- Estrella del matí, déu de la guerra en la mitologia Pawnee.